# سه دشت علفی۲
سه دشت علفی۲ مربوط به دوره هخامنشی است و در شهرستان خرم بید، بخش مشهد مرغاب، ۱ کیلومتری شمال دشت علفی واقع شده و این اثر در تاریخ ۷ اسفند ۱۳۸۶ با شمارهٔ ثبت ۲۱۴۲۸ به‌عنوان یکی از آثار ملی ایران به ثبت رسیده است.